# بونی گینزبورگ
بونی گینزبورگ (به انگلیسی: Bonni Ginzburg) دروازه‌بان اهل اسرائیل است که از سال ۱۹۸۴ تا ۱۹۹۶ میلادی عضو تیم ملی فوتبال اسرائیل بوده و در ۶۸ بازی ملی حضور داشته است.